# Two²
Two² is een compositie annex improvisatie van de Amerikaanse componist John Cage. Het is geschreven voor twee piano's en behoort tot zijn compositieserie Numbered Pieces. Deze Numbered Pieces zijn exact als de titel aangeeft; Two staat voor twee muziekinstrumenten en ² voor het tweede werk voor twee muziekinstrumenten; de variatie is dus oneindig.
Cage ging, als zoveel componisten, op latere leeftijd terug naar de basis van componeren. In tegenstelling tot zijn pure avant-garde gedurende de jaren vijftig en zestig kreeg hij meer en meer belangstelling voor harmonie. Cage was tegelijkertijd zover doorgevoerd in zijn eigen compositiestijl, dat de harmonietechniek die hij ging hanteren nog steeds niet te vergelijken is met 20e-eeuwse componisten die voortborduurden op de "oude" harmoniemodellen. Bij Cage dus geen vanzelfsprekende oplossingen van akkoorden of andere voor westerlingen in het gehoor liggende overgangen.

## Compositie

### Muziek
De muziek van Two² lijkt erg op de muziek die Morton Feldman componeerde. Een uiterst miniem gebruik van noten en de mogelijkheden van het instrument. De klanken worden tot het uiterste gerekt, net zoals de tempi. Daardoor lijkt het of de pianist(-en) aan iedere noot speciale aandacht geeft (geven). Het klinkt zelfs zo dat het best mogelijk is dat een ongeschoold musicus de uitvoering van het werk geeft. Bij beluistering lijkt het erop dat dit werk ook wel door één pianist gespeeld kan worden. Het tempo lijkt Largo of langzamer.

### Analyse
De analyse geeft een geheel ander beeld:
- de compositie bestaat uit 36 delen;
- één deel bestaat uit een muzikale zin bestaande uit 5 of 7 maten;
- de delen zijn zodanig gecomponeerd dat ze niets met elkaar te maken schijnen te hebben.
- sommige van die delen komen vaker voor in de compositie;
- elke maat bestaat uit een aantal noten en akkoorden; verspreid over de vier stemmen van de twee pianisten;
- binnen de maat zijn de musici vrij om ritme, toonlengte en wellicht ook dynamiek naar eigen inzicht in te vullen;
- de enige regel die geldt, is dat de musici pas naar een volgende maat mogen, als beide hun maat hebben volgespeeld;
- de compositie heeft dus geen vaste tijdsduur.

Bovenstaande heeft tot gevolg dat geen enkele uitvoering van het werk gelijk is aan een andere; iedere musicus geeft een eigen interpretatie van het werk of zijn stem, zogenaamde Chance-music. Het heeft tevens tot consequentie dat er niet snel gespeeld kan worden, want men moet voortdurend de andere stem/musicus volgen. De delen die terugkomen zijn voor de musici wel herkenbaar, maar voor de luisteraar eigenlijk niet, want ook bij de herhalingen kunnen beide musici het fragment anders spelen.

### Achtergrond
De compositie is gebaseerd op de Renga, een Japanse dichtvorm.

## Bron en discografie
- Uitgave Mode Records 193; Rob Haskins; Laurel Karlik Sheehan, de laatste was ook betrokken bij de première.